# (26896) Josefhudec
(26896) Josefhudec est un astéroïde de la ceinture principale.

## Description
(26896) Josefhudec est un astéroïde de la ceinture principale. Il fut découvert le 29 juillet 1995 à l'observatoire d'Ondřejov par Petr Pravec. Il présente une orbite caractérisée par un demi-grand axe de 2,27 UA, une excentricité de 0,02 et une inclinaison de 6,3° par rapport à l'écliptique.

## Compléments